# NGC 5735
NGC 5735 ist eine Balkenspiralgalaxie mit ausgeprägten Emissionslinien vom Hubble-Typ SBbc im Sternbild Bärenhüter nördlich des Himmelsäquators. Das Objekt ist schätzungsweise 171 Millionen Lichtjahre von der Milchstraße entfernt. 
Sie wurde am 17. Mai 1784 von Wilhelm Herschel mit einem 18,7-Zoll-Spiegelteleskop entdeckt, der sie dabei mit „cF, cL, iR, lbM“ beschrieb.